# Zwykły cud
Zwykły cud – szósty solowy album studyjny Mieczysława Szcześniaka, wydany 12 czerwca 2006 roku przez wydawnictwo muzyczne Warner Music Group. Album zawiera 14 premierowych kompozycji wokalisty, a singlem promującym płytę został utwór „Chyba na pewno”, który wziął udział w konkursie na największy przebój lata na Festiwal Jedynki w Sopocie. Producentem płyty jest 4ever Music. W nagraniach albumu wzięli udział gościnnie m.in. Mezo, Paulina Przybysz czy Anna Maria Jopek.
Płyta dotarła do 4. miejsca listy OLiS.

## Lista utworów
Opracowano na podstawie materiału źródłowego.
1. „Poplątało się” (tytuł org.: „Weankness for Meekness”, muz. i sł. David Brant, Dean Mcintosh, sł. polskie: M. Szcześniak, Mezo) – 3:50
2. „Podaruj mi” (muz. M. Szcześniak, sł. Andrzej Kiejza) – 4:05
3. „Mamma” (& Patrycja Gola) (muz. Mirosław Stępień, sł. M. Szcześniak) – 3:39
4. „Kiełbie we łbie (& Mezo) (muz. i sł. M. Szcześniak) – 3:41
5. „Angel-a (będzie dobrze)” (& Paulina Przybysz) (muz. M. Szcześniak, sł. M. Szcześniak, P. Przybysz) – 2:53
6. „Odpływamy” (& Beata Bednarz) (muz. P. Kominek, sł. M. Szcześniak) – 3:50
7. „Ciemność oślepia (cel-a)” (muz. M. Szcześniak, Liroy, sł. M. Szcześniak) – 3:46
8. „O niebo lepiej” (muz. i sł. M. Szcześniak) – 4:10
9. „Czekaj na wiatr” (& Anna Maria Jopek) (muz. i sł. Piotr Nazaruk) – 4:57
10. „Naiwni” (muz. P. Kominek, sł. M. Szcześniak) – 3:41
11. „Chyba na pewno” (muz. M. Stępień, sł. M. Szcześniak) – 3:42
12. „Naprawdę dość” (muz. M. Stępień, sł. M. Szcześniak) – 3:23
13. „Jesienna zaduma” (muz. E. Adamiak, sł. J. Harasymowicz) – 3:28
14. „Sama Cię droga” (muz. M. Szcześniak, sł. ks. J. Twardowski) – 1:58